# Stadio Abdoulaye Wade
Lo stadio Abdoulaye Wade (in francese Stade Abdoulaye Wade) è un impianto sportivo polivalente senegalese situato a Diamniadio, ad una trentina di km ad est della capitale Dakar. Con una capienza di 50.000 spettatori, è il secondo stadio più grande del paese dopo il Léopold Sédar Senghor di Dakar. Ospita le partite interne della Nazionale di calcio del Senegal e nel 2026  i IV Giochi olimpici giovanili estivi.
Inizialmente chiamato Stadio del Senegal, è stato intitolato a Abdoulaye Wade, presidente del Senegal dal 2000 al 2012.

## Storia
È stato progettato dallo studio turco Tabanlıoğlu. La prima pietra fu posata nel febbraio 2020 e la sua costruzione, affidata all'impresa turca Summa, è durata complessivamente 18 mesi. È costato 156 miliardi di franchi CFA.
È stato inaugurato il 22 febbraio 2022 alla presenza del presidente senegalese Macky Sall, del turco Recep Tayyip Erdogan, del tedesco Frank-Walter Steinmeier, del ruandese Paul Kagame, del liberiano George Weah, del presidente della FIFA Gianni Infantino e di quello della CAF Patrice Moptsepe.